# Love at First Sting
Love at First Sting (engl. für: „Liebe auf den ersten Stich“) ist das neunte Studioalbum der deutschen Hard-Rock-Band Scorpions. Es wurde im März 1984 veröffentlicht und war das in den USA erfolgreichste Album der Gruppe. Es enthält unter anderem die Songs Bad Boys Running Wild, Rock You Like a Hurricane, Coming Home, Big City Nights und Still Loving You.

## Hintergrund

### Produktion
Im Frühsommer des Jahres 1983 gingen die Scorpions mit ihrem Produzenten Dieter Dierks zunächst nach Stockholm in die Polar-Studios, um das Album einzuspielen. Laut Gitarrist Rudolf Schenker bestand von Anfang an das Ziel, den großen Erfolg des Vorgängeralbums Blackout zu übertreffen. Doch bei der Produktion gab es Meinungsverschiedenheiten zwischen Dierks und der Band, insbesondere mit Schlagzeuger Herman Rarebell und Bassist Francis Buchholz. Nachdem in Schweden weder der gewünschte Gitarrensound noch die gewünschte Atmosphäre innerhalb der Band erreicht werden konnten, wurde die Arbeit in Schweden ohne Ergebnis abgebrochen. Das Album wurde dann, wie auch bereits die meisten der vorherigen Alben der Band, in Dierks Studio in Stommeln bei Köln aufgenommen.

### Musik und Texte
Die Lieder knüpfen stilistisch stark an den Vorgänger Blackout an. Lediglich der Gitarrensound wurde für die neun Lieder noch stärker weiterentwickelt. Die Songs sind musikalisch nicht mehr so hart wie der überwiegende Teil seines Vorgängers. Für alle Instrumentierungen der Songs zeichnete Rudolf Schenker verantwortlich, während Klaus Meine alle Texte zu den Arrangements verfasste, bei den ersten beiden Liedern (Bad Boys Running Wild und Rock You Like a Hurricane) mit Unterstützung von Herman Rarebell. Die Scorpions besingen auf Love at First Sting das Nachtleben (Bad Boys Running Wild, Big City Nights), das Leben auf Tour (Coming Home), die Verbundenheit zur Rockmusik (Rock You Like a Hurricane, The Same Thrill) und auch die Liebe (I’m Leaving You, Still Loving You).

### Albumcover
Das in Schwarz-Weiß gehaltene Originalcover des Albums, das von Helmut Newton fotografiert wurde, zeigt ein Paar in einer Umarmung, bei der der Mann die Frau tätowiert. Dieses Cover wurde in den USA durch ein ebenfalls von Newton in Schwarz-Weiß fotografiertes Bandfoto ersetzt, da es dort als zu anzüglich empfunden wurde.

### Tournee
Die Love-at-First-Sting-Welttournee begann am 23. Januar 1984 mit einem Konzert in Birmingham, Großbritannien und ging einmal rund um die Welt bis zum Auftritt vor rund 15.000 Fans im Nippon Budokan von Tokio am 7. Februar 1985. Zu den Konzerten im Jahr 1984 kamen 2,2 Millionen Besucher.
In den USA gab die Band innerhalb von etwa vier Monaten (März bis Juli 1984) weit über 80 Konzerte und spielte dort in den größten Hallen. So kamen zum Beispiel rund 60.000 Besucher zu den drei Konzerten, die im Madison Square Garden in New York stattfanden. In Chicago gaben sie drei Konzerte im Rosemont Horizon sowie zwei Konzerte im Forum von Los Angeles vor jeweils 16.000 Zuschauern. Die Band Bon Jovi spielte bei den meisten der Konzerte in den Vereinigten Staaten als Vorgruppe.
In Europa traten sie zweimal im Hammersmith Odeon von London, in Paris im Palais Omnisports de Paris-Bercy vor 15.500 Zuschauern und in der Münchener Olympiahalle vor 12.000 Besuchern auf, jeweils mit Joan Jett im Vorprogramm. In Japan machten die Scorpions gemeinsam mit Whitesnake, Bon Jovi und MSG eine Stadiontournee. Im Januar 1985 traten sie beim Rock-in-Rio-Festival vor 470.000 Zuschauern als Headliner auf.

## Inhalt und Titelliste

### Bad Boys Running Wild
Der erste Titel des Albums beginnt mit einem kurzen Gitarrenintro von Matthias Jabs, es folgen die Gitarre von Rudolf Schenker, das Schlagzeug von Herman Rarebell und der Bass von Francis Buchholz. Das Lied beschreibt die Macht einer Gruppe von „bösen Jungs“ (bad boys), die „draußen auf den Straßen“ herumlaufen und „wild werden“ (running wild), wenn man bei ihren Spielen nicht mitspielt (if you don’t play along with their games), und denen man daher besser aus dem Weg gehen sollte (and you better get out of their way).

### Rock You Like a Hurricane
Rock You Like a Hurricane gehört zu den erfolgreichsten Scorpions-Songs. Es war die dritte Singleauskopplung aus dem Album und erreichte in den USA den 25. Platz, im Vereinigten Königreich den 78. Platz und in Frankreich den 17. Platz. Das Lied handelt von dem Morgen nach einer langen Konzertnacht (It’s early morning, the sun comes out, last night was shaking and pretty loud) und dem kontinuierlichen Tourleben, da der Erzähler stets abends wieder auf die Bühne muss, um aufzutreten.

### I’m Leaving You
Der langsamere Titel I’m Leaving You, zu dem die Band auch ohne Singleveröffentlichung ein Musikvideo drehte, handelt von einem Mann, der seiner Frau sagen muss, dass er sie verlässt (I’m leaving you). Damit ist jedoch keine Trennung gemeint, sondern nur die Verpflichtung des Mannes, am Abend zur Arbeit zu gehen. Er bittet seine Frau, nicht traurig zu sein (you shouldn’t feel so blue) und sie solle ihn in ihren Gedanken haben, bis er wieder zu ihr zurückkommt (keep me in your mind till I come back to love ya).

### Coming Home
Coming Home war die letzte Singleauskopplung aus dem Album, das Lied handelt vom Leben auf Tourneen. Das Stück beginnt mit einem ruhigen Gitarrenriff. Zunächst wird der Morgen am Tag eines Konzerts beschrieben (Every morning when I wake up yawning I’m still far away), an dem die Trucks zu dem Ort des Geschehens fahren (Trucks still rolling through the early morning to the place we play) und die Band bereits davon träumt, auf die Bühne zu gehen (dream we’re going out on stage), um sich dort wie zu Hause fühlen (it feels like coming home). Es folgt der rockige Teil des Liedes mit dem Konzertauftritt, in dessen Verlauf Sänger Klaus Meine dem Publikum Anweisungen gibt wie „Springt auf den Sitzen, streckt die Hände in die Luft, gibt mir einen Schrei, lasst mich euch da draußen hören“ (Jump on the seats, put your hands in the air, give me a shout, let me hear you out there). Meine kommentierte das Lied im Metal Hammer: „Wenn wir von einer Amerikatournee wiederkommen, hat der Song 'Coming Home' in Deutschland natürlich eine extrem tiefere Bedeutung. Aber für uns heißt das: Die Bühne in jeder Stadt, in der wir spielen, ist unser Zuhause. Ganz gleich, ob in Paris, San Antonio, Texas oder Hannover.“
Live Premiere hatte der Song bereits ein Vierteljahr vor Veröffentlichung des Albums. Im Rahmen der ZDF Rock Pop In Concert-Heavy Metal Special Nacht spielten die Scorpions den Song am 17. Dezember 1983 erstmals live in der Dortmunder Westfalenhalle. Allerdings ohne das ruhige, balladeske Intro, welches in der Version auf Love At First Sting zu hören ist. Dieser Auftritt wurde am 4. Februar 1984 als Aufzeichnung im ZDF ausgestrahlt.

### The Same Thrill
Dieses Lied wird nur selten auf Konzerten gespielt und wurde auch sonst bei keinem Projekt und auf keiner Kompilation der Band berücksichtigt. Es handelt von der beruflichen Entscheidung für den Rock ’n’ Roll. So erinnert sich Meine in dem Lied an seinen Lehrer, der ihn fragte, was er später beruflich machen wolle (I remember when my teacher said: „How you wanna make your life?“), und er darauf antwortete: „Ich kann Gitarre spielen“ (I can play guitar). Er entschied sich für die Rockmusik, da es keinen anderen Beruf gäbe, der ihm den gleichen Nervenkitzel geben könne wie der Rock ’n’ Roll (to get the same thrill like rock ’n’ roll).

### Big City Nights
Big City Nights gehört als zweite Single des Albums zu den bekanntesten Liedern der Gruppe. Es erreichte den 76. Platz der Hitparade in Großbritannien. In dem Lied geht es um Großstadtnächte (big city nights) und einem Mann auf der Suche nach einer Frau (there’s no girl that’s burning the ice away from my heart). 1998 erschien eine Kompilation der Scorpions, die mit Big City Nights betitelt wurde.

### As Soon as the Good Times Roll
Auch in diesem Song wird die Liebe zur Rockmusik genutzt, um sich vom harten Alltag nicht unterkriegen zu lassen. Kernaussage des Liedes ist, dass man sich von nichts unterkriegen lassen sollte und mit Rockmusik stets wieder den Antrieb zum Leben kriegen soll, da die schlechten Zeiten gehen, sobald die guten Zeiten kommen (hard times go as soon as the good times roll).

### Crossfire
Hier findet sich der einzige politische Song der Band auf diesem Album. Es geht um einen jungen Mann, der sich zusammen mit anderen Soldaten plötzlich im Kriegsgeschehen befindet. Dabei fragt er sich, wieso die Politiker nicht verstehen können, dass niemand überleben wird (that no one will survive) und warum Menschen in diese Situation gezwungen werden, die nicht kämpfen wollen (we don’t wanna fight) und das Leben lieben (we love our life).

### Still Loving You
Als Abschluss folgt eine Ballade, die als erste Single aus dem Album erschien. Das Lied komponierte Rudolf Schenker laut eigener Aussage bereits 1976. Den größten Erfolg erreichte die Single in der Schweiz, wo das Lied bis auf den 3. Platz vordringen konnte, und in Frankreich, wo es bis auf den 2. Platz kam. 1992 erschien ein Remixalbum, das nach diesem Lied benannt wurde und auch einen Remix desselben beinhaltet. Still Loving You handelt vom Liebeskummer eines Mannes, der trotz der Trennung seiner Frau immer noch in diese verliebt ist. Er wünscht sich, mit ihr noch einmal ganz von vorne zu beginnen (If we’d go again all the way from the start), damit er die Fehler korrigieren kann, die er zuvor gemacht hat (I would try to change things that killed our love).

### Singleauskopplungen
Die erste Single des Albums war die Ballade Still Loving You, die sich in Deutschland auf den 14. Platz positionieren konnte und somit nach Wind of Change und Send Me An Angel die erfolgreichste Single der Band in ihrem Heimatland ist. In der Schweiz gab es eine Platzierung auf den 3. Platz. In Frankreich wurde die Single etwa 1,7 Millionen Mal verkauft und gehört damit bis heute zu den meistverkauften Singles des Landes. Auf der B-Seite der Single befand sich das Lied Holiday vom Album Lovedrive. Weiterhin folgten Singles zu Big City Nights mit Bad Boys Running Wild als B-Seite, Rock You Like a Hurricane mit Coming Home sowie eine weitere Single, bei der letzteres die A-Seite und Rock You Like a Hurricane die B-Seite belegte.

### Andere Songversionen und Liveaufnahmen
Das 1992 veröffentlichte Remix-Album Still Loving You enthält eine neue Version des Titels Still Loving You. Das Album Moment of Glory aus dem Jahr 2000, bei dem die Band mit den Berliner Philharmonikern zusammenarbeitete, enthält neue Versionen der Stücke Rock You Like A Hurricane (unter dem Namen Hurricane 2000), Big City Nights (mit Ray Wilson als Gastsänger) und Still Loving You, sowie eine instrumentale Version von Crossfire. Das 2001 veröffentlichte Album Acoustica, bei dem die Gruppe rein akustische Versionen ihrer Stücke präsentiert, enthält ebenfalls Rock You Like A Hurricane (unter dem Namen Hurricane 2001) und Still Loving You. Auch MTV Unplugged – in Athens von 2013 enthält Versionen dieser beiden Stücke (Rock You Like A Hurricane mit Johannes Strate als Gast) sowie von Big City Nights.
Das Live-Album World Wide Live aus dem Jahr 1985 enthält u. a. Live-Versionen der Lieder Coming Home, Bad Boys Running Wild, Big City Nights, Still Loving You und Rock You Like A Hurricane.

## 50th Anniversary Deluxe Edition (2015)
Zum 50-jährigen Bandjubiläum veröffentlichte die BMG das Album am 6. November 2015 als 50th Anniversary Deluxe Edition. Erhältlich ist es als 2CD-/DVD-Kombi und als 1LP-/2CD-Kombi.

### Original-Album und Demo-Versionen
Lieder des Original-Albums (1. CD und LP):
- 1. Bad Boys Running Wild – 3:56
- 2. Rock You Like a Hurricane – 4:13
- 3. I’m Leaving You – 4:16
- 4. Coming Home – 4:59
- 5. The Same Thrill – 3:33
- 6. Big City Nights – 4:08
- 7. As Soon as the Good Times Roll – 5:03
- 8. Crossfire – 4:32
- 9. Still Loving You – 6:28

Demos – Bonustracks (1. CD):
- 10. Coming Home [Demo Version] – 3:17
- 11. Living At Night [Demo Song] – 4:14
- 12. First Sting Jam No. 1 [Demo] – 1:25
- 13. Anytime (You Want It) [Demo Song] – 5:16
- 14. Still Loving You [Demo Version] – 5:46

### Live at Madison Square Garden
Erstveröffentlichungs-Mitschnitt aus New York City vom 7. Juni 1984 von der Love at First Sting Tour (zusätzliche Bonus-Lieder; 2. CD):
- 1. Countdown – 1:58
- 2. Coming Home – 3:11
- 3. Blackout – 3:48
- 4. Bad Boys Running Wild – 4:11
- 5. Loving You Sunday Morning – 4:45
- 6. Big City Nights – 5:14
- 7. Coast To Coast – 4:58
- 8. Still Loving You – 5:52
- 9. Rock You Like A Hurricane – 4:20
- 10. The Zoo – 8:05
- 11. Dynamite – 6:41

### Musikvideos, TV- und Festival-Auftritte, Dokumentation
Eine Bonus-DVD enthält Musikvideos, TV- und Festival-Auftritte und eine Dokumentation:
Music Videos:
- 1. Rock You Like A Hurricane – 4:12
- 2. I'm Leaving You – 4:13
- 3. Big City Nights – 4:49
- 4. Still Loving You – 4:43

TV Appearances:

Peters Pop Show, 30. November 1985:
- 5. Still Loving You – 4:45
- 6. Rock You Like A Hurricane – 4:10

Na sowas!, 17. Oktober 1984:
- 7. Still Loving You – 4:23

Rock Sommer / Monsters Of Rock Nürnberg, 13. September 1986:
- 8. Big City Nights – 4:14

Documentary:
- 9. The Story Of Love At First Sting (Album-Dokumentation) – 36:23
(Interviews mit Klaus Meine, Rudolf Schenker, Matthias Jabs und Herman Rarebell)

## Rezeption

### Kritik
- Der Rock Guide schrieb über das Album: „Aufgrund der großartigen Kombination aus hervorragender Musik und talentierten Gesängen ist Love at First Sting zweifellos eines der besten Alben, die die Scorpions jemals veröffentlicht haben. Manche halten das Werk sogar für eine der besten Veröffentlichungen der gesamten Dekade.“
- Uwe Lerch von der Zeitschrift Rock Hard bewertete das Album mit den Worten: „Nicht so ganz überzeugt hat mich das neueste Werk der Hannoveraner. Im Vergleich zum Vorjahresalbum Blackout ist die neue Scheibe mehr amerikanisierter und zielt wohl wieder auf Edelmetall in den Staaten ab. … Insgesamt ist der typische Scorpions-Sound auf Love at First Sting vertreten, klingt aber wesentlich abgerundeter als auf den Vorgängerscheiben. Wem Gruppen wie Def Leppard oder Heavy Pettin gefallen, kann hier zugreifen. Nur eine 7,5.“[2]
- Christof Leim schrieb 2009 im Szenemagazin Metal Hammer, das Album sei zwar „glatter als Blackout, aber mit untrügerischem Gespür für eingängige Songs und tolle Melodien.“ Weiterhin lobt er es als „Ausnahmealbum“.

### Kommerzieller Erfolg
Allein bis 1986 ging das Album laut einem Bericht der Jugendzeitschrift Bravo in den USA etwa 4,5 Millionen Mal über die Ladentheke. Demnach ist es bis heute das in den Vereinigten Staaten meistverkaufte Album der Gruppe. Weltweit wurde das Album bis 2001 mehr als 6 Millionen Mal verkauft. Das Album wurde in den USA bereits am Tag der Veröffentlichung aufgrund von 600.000 Vorbestellungen mit Gold und Platin ausgezeichnet und stieg auf den 6. Platz der Billboard 200, wo es über 60 Wochen lang gelistet war. Wenige Monate später erreichte es dort Multiplatin und im Juni 1995 Dreifachplatin. In Deutschland wurde das Album mit Gold ausgezeichnet und gelangte dort ebenfalls bis auf den 6. Platz der Charts. Außerdem platzierte sich Love at First Sting auf dem 19. Platz in Österreich und in der Schweiz auf der 9. Position.